# Szyleny (gromada)
Szyleny – dawna gromada, czyli najmniejsza jednostka podziału terytorialnego Polskiej Rzeczypospolitej Ludowej w latach 1954–1972.
Gromady, z gromadzkimi radami narodowymi (GRN) jako organami władzy najniższego stopnia na wsi, funkcjonowały od reformy reorganizującej administrację wiejską przeprowadzonej jesienią 1954 do momentu ich zniesienia z dniem 1 stycznia 1973, tym samym wypierając organizację gminną w latach 1954–1972.
Gromadę Szyleny z siedzibą GRN w Szylenach utworzono – jako jedną z 8759 gromad na obszarze Polski – w powiecie braniewskim w woj. olsztyńskim na mocy uchwały nr 11 WRN w Olsztynie z dnia 4 października 1954. W skład jednostki weszły obszary dotychczasowych gromad Szyleny i Zawierz oraz miejscowość Maciejewo z dotychczasowej gromady Świętochowo ze zniesionej gminy Nowa Pasłęka; miejscowości Brzeszczyny, Chłopki, Gronkowo i Łunowo z dotychczasowej gromady Dąbrowa ze zniesionej gminy Chruściel; miejscowości Antyki, Brzeziniak, Jeleniewo i Marcinkowo z dotychczasowej gromady Zakrzewiec ze zniesionej gminy Wola Lipowska; miejscowości Podbórz i Wielewo z dotychczasowej gromady Biedkowo ze zniesionej gminy Frombork; oraz osady Bobrowiec i Glinka z kompleksem Lasów Państwowych wyłączone z miasta Braniewa – w tymże powiecie. Dla gromady ustalono 9 członków gromadzkiej rady narodowej.
Gromadę zniesiono 1 stycznia 1960, a jej obszar włączono do gromady Braniewo w tymże powiecie.